# Бъфало Бил
Уилям Фредерик „Бъ̀фало Бил“ Коуди (на английски: William Frederick "Buffalo Bill" Cody) е прочут американски ловец на бизони и шоумен, роден е в щата Айова, близо до град Ле Клер. Той е една от най-колоритните фигури на Дивия запад.

## Прякор и кариера
Получава прякора си „бъфало“, от англ.: buffalo – бивол, американски бизон, когато снабдява работниците на железопътната линия Канзас-Пасифик с бизонско месо. Прякорът отначало е приписван на Бил Комсток. Коуди си го спечелва, след като през 1868 г. побеждава Комсток в съревнование по лов на бизони (69 срещу 48, убити за един ден). През 18-те месеца, през които работи за Канзас-Пасифик (1867 – 68 г.), Коуди застрелва общо 4280 бизона.
Той твърди, че се е занимавал с много професии, включително съгледвач на армията, трапер, касапин, златотърсач в Колорадо, ездач-пощальон в знаменития „Пони експрес“ през 1860, колар, кочияш на дилижанс, войник в Гражданската война, и дори управител на хотел, но не е ясно кои от твърденията му са верни и кои са измислени с рекламна цел. Една от легендите например разказва, че като куриер в „Пони експрес“ Бъфало Бил изминава със смяна на конете 518 км за 21 часа и 40 мин. За това време той уморява 20 коня... Според най-новите проучвания на американски историци Коуди въобще не е бил ездач в „Пони експрес“.

## „Шоуто на Бъфало Бил от Дивия запад“
Бъфало Бил обикаля Съединените щати, играейки в пиеси, разказващи за неговите приключения в Дивия запад. Типична сцена, която играе, е случката при Уорбонет Крийк през 1876, когато той убива в двубой и скалпира един шайенски воин, като предполагаемо отмъщение за смъртта на ген. Джордж Армстронг Къстър. Всъщност въпросният индианец – Жълтата ръка, е единственият коренен американец, убит от Коуди. В Омаха, щата Небраска, през 1883 Коуди поставя началото на „Шоуто на Бъфало Бил от Дивия запад“, циркоподобна атракция, с която прави турнета всяка година. В шоуто са участвали известни личности от историята на Запада, като Ани Оукли, Седящия Бик, Каламити Джейн и много други. През 1887 Бъфало Бил изнася представленията си и в Лондон, на празненствата за юбилея на кралица Виктория, и прави първото си европейско турне през 1889.

## Филмография

### Като актьор
- Бъфало Бил (1894) (Buffalo Bill)

## Наследство
Въпреки образа, който изгражда в шоуто си, Коуди всъщност има някои либерални възгледи – той защитава правата на индианците и жените. Освен това, въпреки миналото си на убиец на бизони, той се обявява за тяхното опазване, като говори против безогледната стрелба по тях и настоява за въвеждане на ловен сезон.
След като е бил съгледвач в пограничните територии, научил се да уважава индианците, той казва:
„Всяко индианско въстание, за което знам, е било в резултат на неизпълнени обещания и договори от страна на властите.“
И още:
„Никога не съм ръководил експедиция срещу индианците, но се срамувам от себе си, от нашето правителство и от американския флаг... защото индианците винаги бяха прави, а ние – всякога на погрешната страна. Те никога не нарушиха сключен с нас договор, а на свой ред ние не спазихме нито един“.
Въпреки начина, по който изобразява индианците в своите шоута за Дивия запад, той е защитник на техните права. Той дава работа не само на Седящия Бик, но и на много други индианци, тъй като смята, че шоуто им осигурява по-добър живот. Нарича ги „някогашния враг, сегашния приятел, американецът.“
На негово име е наречен град Коуди в щата Уайоминг, основан през 1896 от самия него с помощта на инвеститори. Там се намира Историческият център на Бъфало Бил. Намиращ се на 50 мили от Националния парк Йелоустоун, градът се превръща в магнит за туристите и много известни личности и политически лидери го посещават, за да ловуват.
На негово име е наречен и отборът по американски футбол от Националната футболна лига (NFL) – Бъфало Билс от град Бъфало, щата Ню Йорк.
В продължение на повече от век образът на Бъфало Бил е пресъздаван в десетки филми, като в първите два (през 1898 и 1912), ролята се играе от самия Уилям Коуди.
Може да се каже, че много от стереотипите за Дивия запад, намерили отражение в литературата, киното и представите на хората от различни страни по света, се дължат в значителна степен на образа, изграден от шоуто на Бъфало Бил.